# 张离
张离（？—349年），十六国时后赵大臣。
石勒称赵王时，与张良等并为门生主书，专司胡人出入，司禁胡人不得欺侮汉族士人。石虎时张离任尚书右仆射，领五兵尚书。为求太子石宣欢心，上奏削去公府吏卒，得五万人，都配给东宫，由此诸公（石宣的兄弟们）皆怨石宣。历任征西左长史、龙骧将军、雍州刺史，以察关中石鉴。太宁元年（349年），石世即位，张豺为丞相专权，以张离为镇军大将军、监中外诸军事、司隶校尉，为张豺之副。石遵进兵邺城，离城迎石遵。